# Изучение Африки европейцами

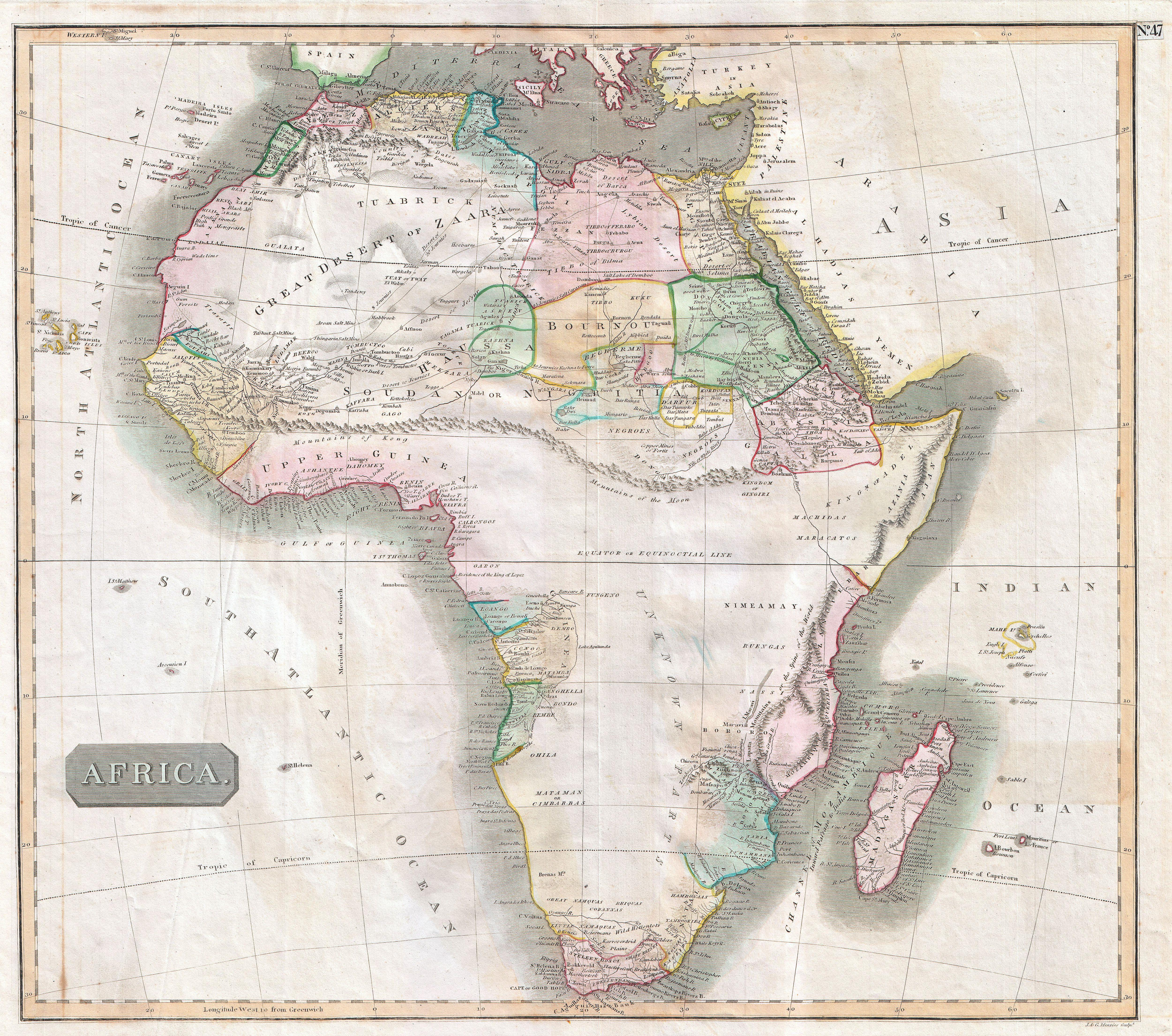
Карта Африки Джона Томпсона, опубликованная в 1813 году. На нем видно, что внутренние области Африки южнее Сахары на тот момент оставались неизвестными для европейцев. В середине континента показаны так называемые «Лунные горы», которые в античности считались местом, откуда течёт Нил. Сейчас их чаще всего отождествляют с горами Рувензори на границе Уганды и Конго.

Изучение Африки европейцами — изучение Африки европейскими путешественниками. Знакомство с Африкой началось ещё в античности. Античные путешественники изучали Северную Африку; при этом собственно Африкой или Ливией считали континент за пределами Египта, который считался частью Азии.
Исследования Африки южнее Сахары активно продолжились в эпоху географических открытий (начиная с XV века). Основную роль играли португальские мореплаватели: так, Бартоломео Диаш в 1488 году достиг Мыса Доброй Надежды, открыв морской путь в Индию и на Дальний восток. При этом знакомство с внутренней частью континента в XVI, XVII веках и первой половине XVIII века оставалось незначительным: основную роль в нём играли работорговцы.
В начале XIX века сведения европейцев об Африке южнее Сахары оставались незначительными. Исследования Южной Африки активно продолжались в 1830—1840 годах, и активно развивались во второй половине XIX века во время колониального дележа континента. Большую роль в этом процессе играли поиски истоков Нила.

## Античность и Средние века
В течение пяти столетий весь север Африки находился под властью Древнего Рима, а затем в продолжение двух столетий — под властью Византии. Но в то время, как в древности северная часть Африки была, таким образом, втянута в круг истории Южной Европы и Передней Азии, внутренность её оставалась почти совершенно нетронутой. Видимо, ни греки, ни римляне никогда не проникали к югу за Сахару. Сведения, сообщаемые греческими и римскими писателями (Геродот, Эратосфен, Страбон, Помпоний Мела, Плиний, Птоломей и другие), почти исключительно касаются северных прибрежных стран, северного края Сахары и Нильской области.
Жауме Феррер c Майорки в 1346 году отправился вдоль западного берега Африки на юг на поиски легендарной «Золотой реки», но его судьба неизвестна. В конце XIV века норманны достигли мыса Сьерры-Леоне.
В XV веке португальцы начали с большой энергией исследовать эту совершенно неизвестную в своих южных частях страну света. Первые корабли, высланные Генрихом Мореплавателем, дошли в 1415 году лишь до мыса Бохадор (25°7′ северной широты), который обошёл затем португалец Жиль Эанеш в 1434 году. Бохадор долгое время считался непреолимой преградой для мореплавателей, так как широкий риф с сильным водоворотом, казалось, делали невозможной всякую попытку объехать его. Мыса Белого (20°46,5′ северной широты) португальцы достигли в 1441 году, а Аргинской бухты (20° сев. шир.) Нуну Триштан достиг в 1443 году. Уже в 1444 году португальцы построили на Аргинском острове форт, а в заливе устроили торговую станцию, получившую большое значение. В 1444 году Диниш Диаш дошёл до Зелёного мыса, но не мог обойти его, вследствие противных ветров. Зато Кадамосто в 1455 году достиг устья реки Гамбии, а Пьерро де Синтра в 1462 году — мыса Сьерры-Леоне (8°30′ северной широты).
С берегами Гвинейского залива португальцы впервые познакомились в 1471 году; в 1484 году Диего Кан проник на 2250 км к югу от экватора. При этом он убедился в том, что Африка суживается к югу, до этого у европейских мореплавателей главенствовало представление Птоломея, по которому африканский материк к югу должен был расширяться.

## Раннее Новое время
Бартоломеу Диаш открыл в 1486 году мыс Доброй Надежды и прошёл вдоль южного берега Африки по направлению к востоку до устья Грейт-Фиша. Затем в 1497—98 годах Васко да Гама обошёл этот мыс и исследовал восточный берег Африки до Малинди.
После этого восточный берег Африки исследовал Альбукерке, а Франсишку Баррету открыл Мономотапу. Франсишку Альвареш изъездил в 1520—26 годах всю Эфиопию. Эштеван да Гама переправился в 1540 году через Красное море до Суэца и в 1541 году путешествовал по Абиссинии, желая открыть источники Нила.
Начиная с середины XVI века в научных экспедициях стали принимать участие и англичане, потом французы, поселившиеся в 1622 году на берегах Сенегала, и немцы; с тех пор начался длинный ряд предприятий, которые все более и более знакомили европейцев с внутренними районами Африки. К самым выдающимся путешествиям этого времени принадлежит попытка португальского иезуита Иеронима Лобо проникнуть от экватора через внутренние земли в Абиссинию в 1624 году, путешествия Брюса по Египту, Нубии и Абиссинии, где он опять открыл уже найденный Паишем и другими португальцами в XVII веке источник Голубого Нила (1768—73 годы), путешествия по южной Африке Тунберга, Шпармана, Гордона, Патерсона, Леваляна, Барроу во второй половине XVIII века.

## Конец XVIII века и XIX век

### Конец XVIII века и первая половина XIX века
Только с основанием Африканского общества в Лондоне началось систематическое исследование Африки. Но первые экспедиции этого общества, под руководством Ледиарда, умершего в 1788 в Каире, Лукаса, производившего в Феццане разведки относительно внутренней части Африки, и майора Гугтона, отправившегося вверх по Гамбии через Бамбук в Тимбукту, имели мало успеха. Гугтон, ограбленный на расстоянии 10 дней пути от этого города, вынужден был вернуться назад и умер в 1791 году, на обратном пути. Так же неудачны были путешествия Нихолса (англ. Henry Nicholls), умершего в 1805 году при Старом Калабаре от лихорадки, и Рентгена, убитого на пути из Марокко в Тимбукту в 1811 году.
Зато, с другой стороны, громадное значение для изучения Северной Африки имели путешествия Горнемана, отправившегося в 1798 году из Египта через северные оазисы в Мурзук (умер в Ниффи, на Нигере), Мунго Парка, добравшегося до Нигера по западному берегу (1795—97 и 1805—6) и тут же убитого, и Буркгардта, умершего в Каире после долголетних путешествий по Сирии, Аравии и нильским странам (1808—17). Интерес к изучению этой страны был сильно возбужден, и со всех сторон пытались раскрывать её тайны.
Вместе с изучением береговых стран, которое подвигалось довольно быстро вперед, удалось в то же время пролить некоторый свет и на значительную часть центральной Африки. После того, как Ритхи (в 1819 в Мурзуке) и Лион делали из Феццана расследования о Судане и Сахаре (1818—20), британское правительство выслало большую экспедицию, под начальством майора Денема, капитана Клаппертона и доктора Оудни, в Борну (1822—24). Хотя здесь жертвой климата и сделались многие члены экспедиции, в том числе и доктор Оудни, но, тем не менее, благодаря только этой экспедиции, впервые средняя часть Судана с озером Чад и пустыня между Суданом и Феццаном были точнее исследованы. В 1825 года Клаппертон, при вторичном путешествии, проник из Верхней Гвинеи в Сокото, где и нашёл смерть вместе с пятью своими спутниками: капитаном Пирсом, д-ром Моррисоном, д-ром Диксоном, Гутсоном и мулатом Коломбусом. Но его слуга Ричард Ландер вернулся с их записками в Европу и в 1830 г. предпринял со своим братом новое путешествие по Нигеру, благодаря которому окончательно был констатирован тот факт, что Нигер впадает в Бенинскую бухту.
Между тем с севера достиг Тимбукту майор Ленг (в 1826 году), а с запада Кайе (в 1828 году). Но оба эти путешествия не имели большого значения, так как Ленг вскоре после своего отъезда из Тимбукту был умерщвлен, Кайе же был человек необразованный и вдобавок ещё мог остаться в знаменитом городе лишь на короткое время и при самых стеснённых обстоятельствах.
Зато экспедиция, снаряженная британским правительством в 1849 году, под предводительством Ричардсона, Барта и Овервега, к которым присоединился в 1853 году Эдуард Фогель, достигла самых блестящих результатов, хотя только одному Барту суждено было вернуться в Европу (в 1855 году). Ричардсон умер 4 марта 1851 г. при Нгурутуа — в Борну, Овервег — 26 сентября 1852 в Майдугури при озере Чад, а Фогель был умерщвлён в феврале 1856 года в Варе, столице Вадая, по приказанию султана. Маршрут этих путешественников шёл от Триполи по северному берегу до Нигера и Бинуе, от Тимбукту до Вадая; их разносторонние труды привели к совершенно новым взглядам насчет устройства, истории и этнографии внутренней части Северной Африки.
Ещё более важное значение имеет путешествие миссионера Ливингстона для изучения южной половины Африки. Он в 1849 году дошёл с юга до озера Нгами, в 1851 г. добрался до Лиамбея, а в 1852—56 от Лиамбея по западному берегу достиг Луанды, откуда прямо поперек материка пришёл к устью Замбези.

### Поиски истоков Нила

#### Путешествия по Белому и Голубому Нилу

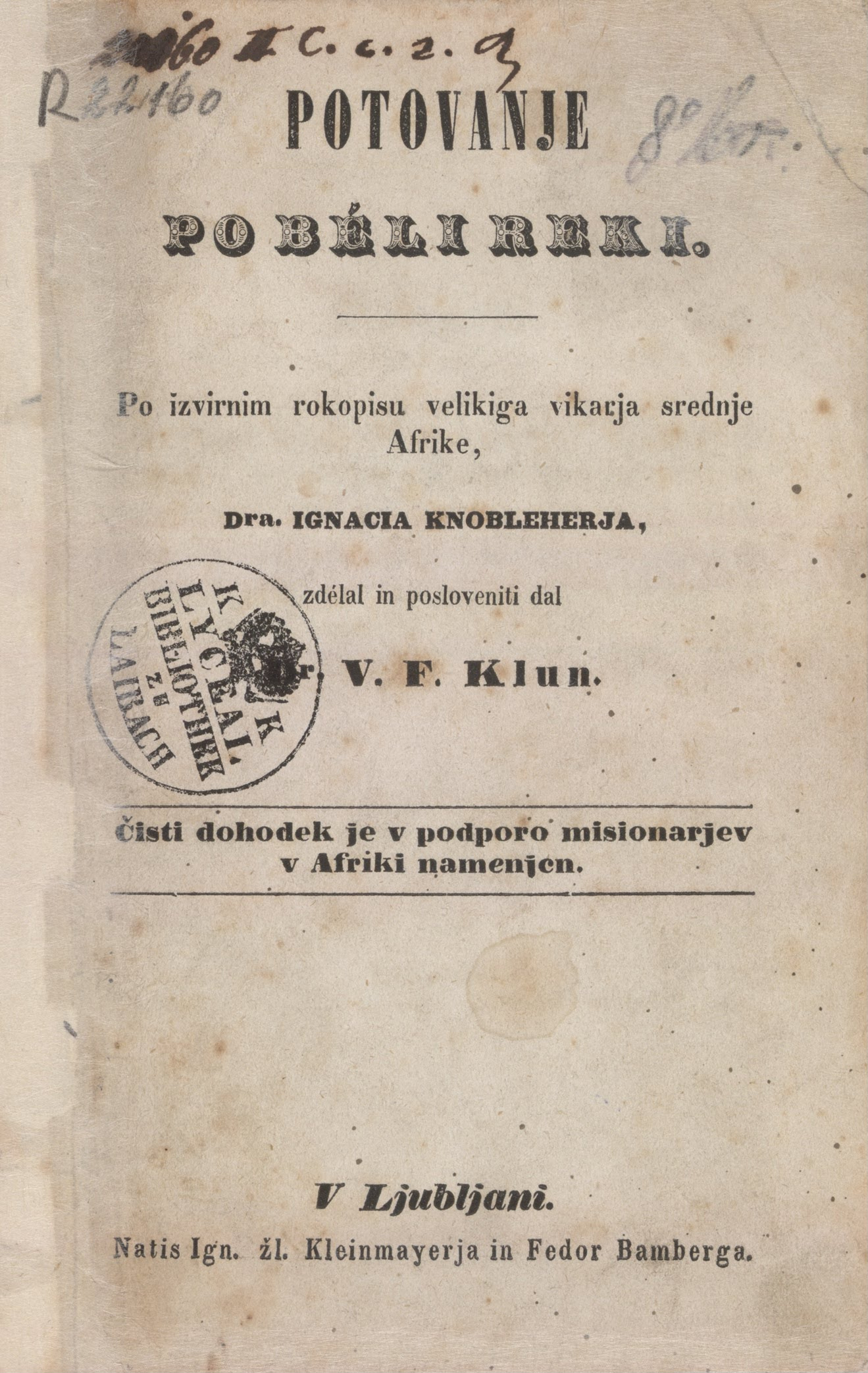
Обложка книги Игнатия Кноблехера, посвящённой путешествию по Белому Нилу

Из путешествий XIX века, прежде всего заслуживают упоминания те, которые сопровождались открытием источников Нила. Католические миссионеры (И. Кноблехер, Анджело Винко, Довиак, Морланг и другие), с 1848 г. начали устраивать станции по Тубири или верхнему Нилу и дошли на юге до водопадов выше Гондокоро. Параллельно с миссионерами в этот регион проникали торговцы слоновой костью и рабами Антуан Брён-Роллэ, Альфонс де Мальзак, Вессьер, Понсэ, Петерик): из Хартума по Собату, Бар-эль-Газалю и Тубири. Было предпринято несколько попыток достигнуть верховьев Нила. Такие экспедиции отправлялись чаще всего от Гондокоро (Миани, дошедший в 1860 г. до 3,5° северной широты, Андреа Дебоно, доктор Пеней, Лежан, Петерик, Гарнье). Но, двигаясь с севера на юг, далее 3° градусов северной широты им проникнуть не удавалось. Цель была достигнута только тогда, когда путешественники начали свои расследования с восточного берега (Занзибарского).
Первые шаги в этом направлении были сделаны немецкими миссионерами. 11 мая 1848 года Ребман стал первым европейцем, который увидел покрытый снегом вулкан Килиманджаро. Затем, во время неоднократных путешествий, он, Крапф и Эргард собрали массу сведений о других соседних горах и о больших озёрах к западу от Занзибарского берега. Сведения эти (особенно, изданная ими в 1856 году карта в «Mitthellungen» Петермана) побудили Лондонское географическое общество снарядить туда экспедицию с капитаном Бёртоном и Джоном Спиком во главе. Экспедиция открыла в 1857—59 годах озера Танганьику и Укереве (Викториа-Нианца) и исследовала страну между этими озёрами и берегом. Спик 30 июля 1858 года достиг южного берега озера Укереве и уже тогда вынес твердое убеждение, что это озеро служит источником Нила. Во время вторичного путешествия, предпринятого вместе с Дж. О. Грантом в 1860—63 годах, ему удалось обойти озеро Укереве с западной стороны и отыскать выход из него Нила. Следуя течению реки, он 15 февраля 1863 года достиг Гондокоро. Многое ещё оставалось сделать, чтобы добиться полного знания верховьев Белой реки, но зато тот факт, что река эта выходит из озера Укереве, лежащего к западу от снеговых гор и получающего от них, по сведениям Птолемея, свои притоки, стал теперь бесспорным.
В то же время, в 1866 году из Хартума вверх по Белой реке поднялись навстречу Спику и Гранту две экспедиции. Одна из них, предпринятая богатой голландкой, Алексиной (Александриной) Тинне вместе с матерью и теткой, вскоре должна была вернуться назад. Во главе другой стоял британский исследователь Сэмюэл Бейкер. Уже в 1861—62 годах он изъездил богатые охотничьи пространства Атбары и Голубого Нила, достиг Гондокоро, вновь возникшего торгового (рабы и слоновая кость) центра Судана, и здесь 15 февраля 1863 г. встретился с возвращавшимися Спиком и Грантом. Последние, кроме Укереве, разведали ещё о существовании второго большого озера, как источника Нила. Чтобы открыть его, Бейкер направился к югу по дороге, не совпадавшей с обратным маршрутом Спика, через области Латуку и Оббо (2°17′ сев. шир.), вступил здесь в государство Уньоро, а 14 марта 1864 года открыл озеро Мвута-Нзиге (Альберт).

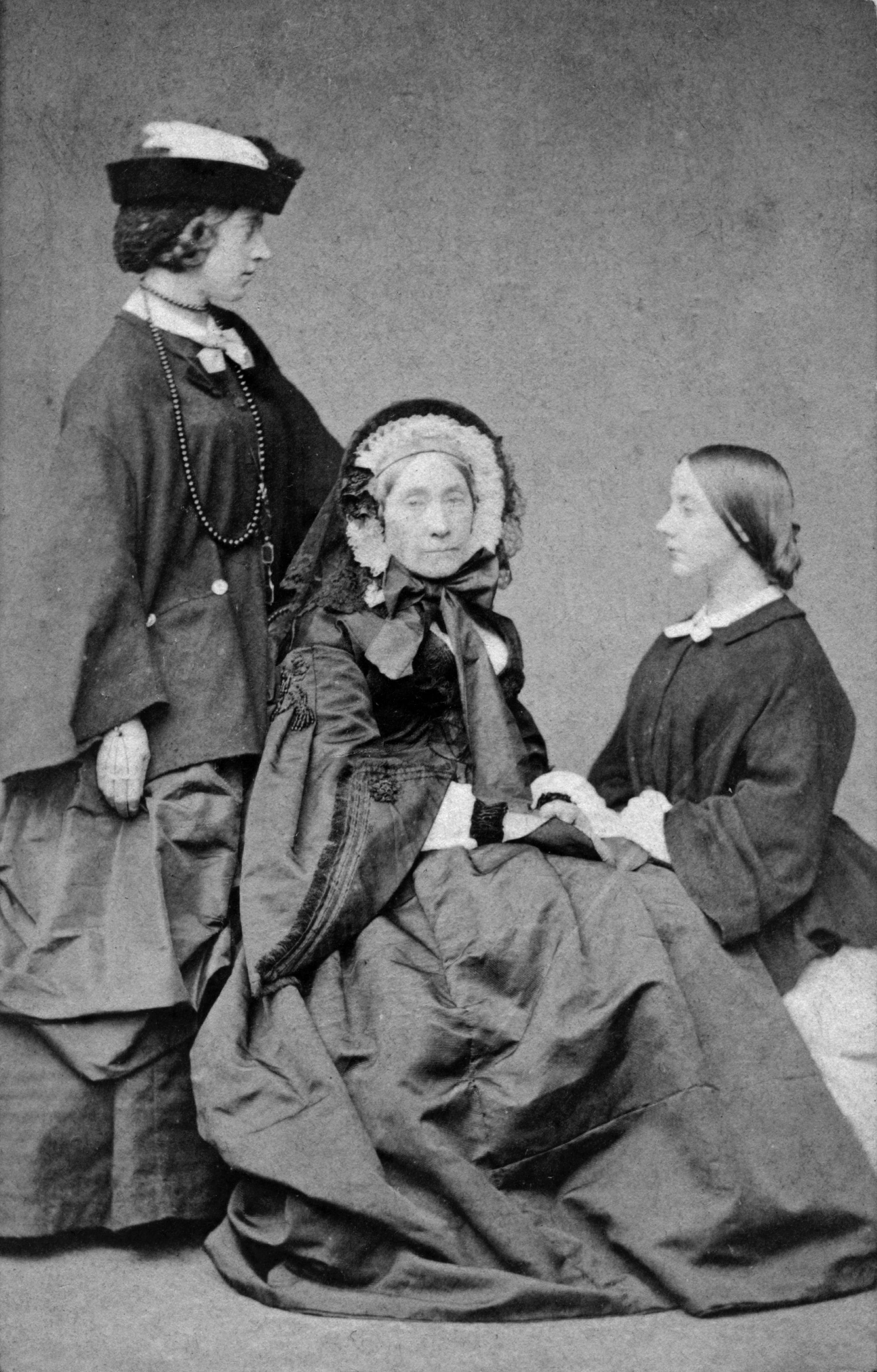
Алексина Тинне с матерью Генриеттой и родственницей Йетти перед поездкой в Африку (1860)

 Около того же времени наука сильно обогатилась, благодаря исследованиям, сделанным в области 2 других частей этого обширного бассейна: с одной стороны, в области Бар-эль-Газаля, с другой — в южной стране Абиссинии. Братья Амбруаз (1835—1868) и Жюль Понсе (1838—1873) несколько раз объездили бассейн Бар-эль-Газаля, западного притока Нила для охоты и торговли слоновой костью. В научное исследование этой области большой вклад внесли немцы — Теодор Хёйглин и Герман Штейднер. Вместе с экспедицией, снаряженной А. и Г. Тинне, они проникли к западу до Бар-Дембо (17 июля 1863), границы Дар-Фертита. Штейднер скончался 10 апреля 1863 (близ Вау в стране джуров), а другие два члена экспедиции, ботаник Герман Шуберт и Г. Тинне, также погибли от убийственного климата.
Для этнографии этих отдаленных областей имеют значение путешествия маркиза Орацио Антинори и Карло Пьяджи, которые в 1860—1861 годах проникли вместе до Нгури, главного пункта джуров (луо), а в 1863—65 гг. Пиаджи один продолжал свои исследования через области джуров и доров (Бонго) до страны Ниам-Ниам. Рядом с этими двумя путешественниками следует упомянуть и Миани, который из расспросов у туземцев вывел заключение о существовании близ экватора третьего озера, расположенного к западу от озера Альберт-Нианца. Местности, которые посетил Пьяджи, сделались также предметом исследований ботаника Георга Швейнфурта, обратившего на себя внимание в 1864—66 гг. своими основательными исследованиями береговых областей Красного моря и путешествиями из Суакина через Касселу, Гедариф и Матемму к Голубому Нилу. В начале января 1869 г. Швейнфурт отправился из Хартума на юг и в течение марта 1869 г. жил в стране джуров. В том же году он проник далее во внутрь экваториальной Африки и дошёл до Уэле, но не смог определить, куда эта река впадает. Швейнфурт исследовал область племени ниам-ниам (азанде) и совершенно неизвестные до июля 1870 года племена монбутту и дар-фертит и в конце 1871 г. вернулся на родину.
Летом 1869 г. Бекер был послан египетским правительством во главе большой, защищаемой военными силами, экспедиции в область верхнего Нила. Выйдя из Хартума в феврале 1870 г., он вернулся туда назад 29 июня 1873 г. Эта очень дорогостоящая экспедиция водворила некоторый порядок среди охотников за слоновой костью и рабами в верхних нильских странах и номинально подчинила туземные племена Египту, но практически не внесла вклада в географические исследования.

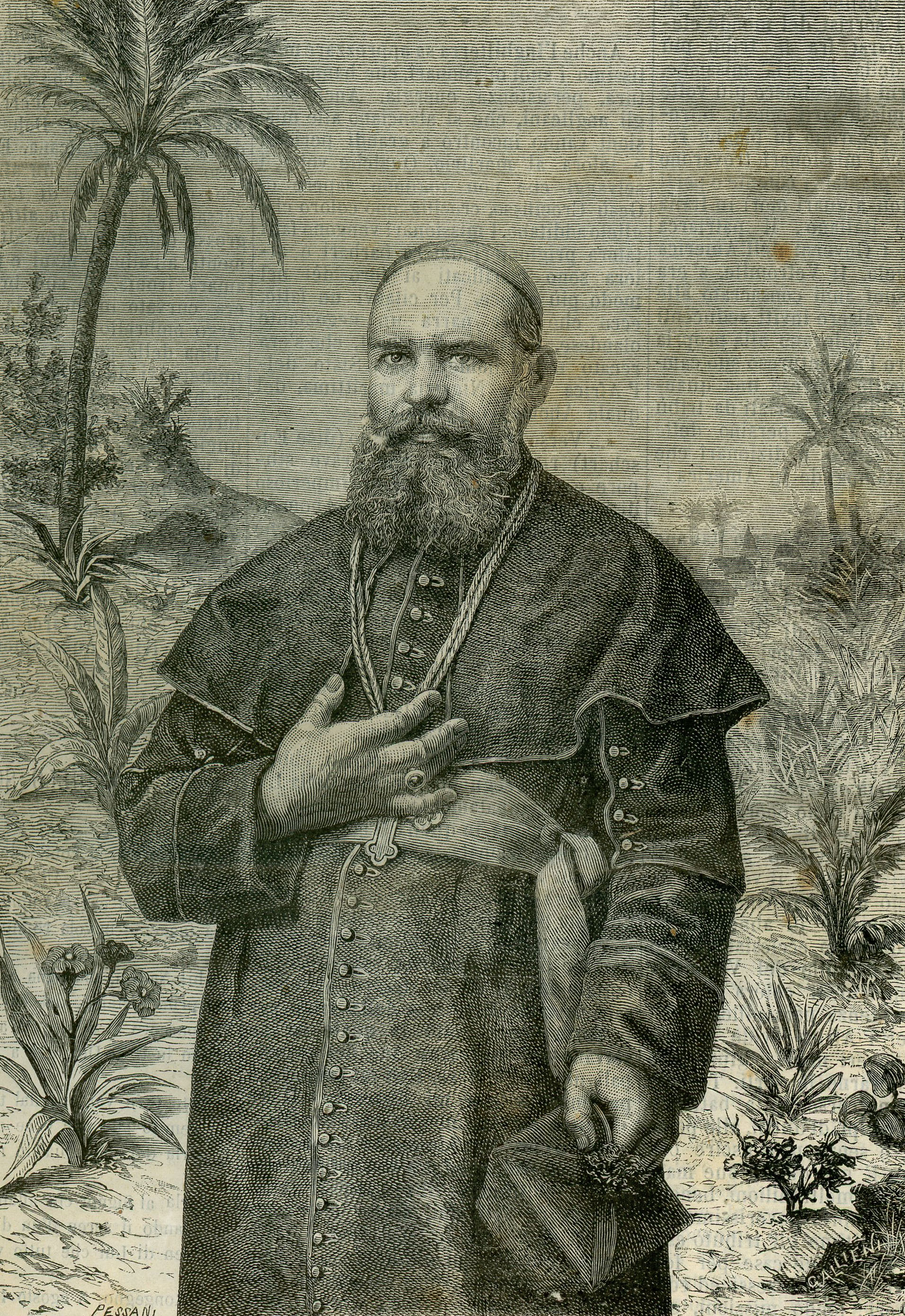
Даниэле Комбони: иллюстрация из популярной книги для католиков (1882)

 В 1881—82 гг. были произведены измерения Энзором между верхним Нилом и Эль-Фашером, столицей Дарфура. С Дар-Нубой (на юг от Кордофана) европейцев познакомил итальянский миссионер Даниэле Комбони, который, начиная с 1857 года, основал несколько миссий в Судане. В 1880 г. итальянцы Маттеуччи и Массари впервые пересекли А. от Кордофана, через Дарфур, Вадай, Борну (Кука), Сокото (Кано, Capиа) и Эгган по Нигеру — до Гвинейского залива. Фелькин и миссионер Вильсон совершили в 1879 г. своё обратное путешествие в Египет из Рубаги в Уганду через Ладо, Румбек, Дем-Сулейман в Дар-Фертите, Дарру и Ом-Шангу в Дарфуре, эль-Обеид и Хартум. В результате этого путешествия появилось изданное Фелькином этнографическое описание племени мору, или мади, живущего на запад от племени митту. Барон Иоганн фон Мюллер совершил путешествие из Массовы в Кассалу через земли габабов и бени-ами. Капитан Гаскуан в 1882 г. исследовал верхнее течение Хор-Барака. Путевые съёмки Ф. Л. Джежса и Менгса в области между Хор-Бараком и Хор-эль-Гашом (в Абиссинии — Мареб) дали возможность точнее определить среднее течение последнего. Граф Пеннацци и Годио объехали область между Атбарой, Хор-эль-Гашом и западной границей Абиссинии.
В 1881 году Х. М. Схувер исследовал верховья Ябуса, левого притока Голубого Нила, и Яла, или Хор-эль-Адара (в верхнем течении Яваш), впадающего с правой стороны в Бар-эль-Абиад, или Белый Нил, и область Валега, одного из племен галла. В 1882 году он же исследовал страну к востоку от Фамаки, по Бар-эль-Азреку до абиссинской границы, причём был открыт правый приток Голубого Нила — Иезиен и точнее изучено большое пространство вверх по течению Бар-эль-Азрека. В 1881 г. престарелый африканский миссионер Бельтрам издал описание Белого Нила и племени денка, живущего, главным образом, между Белым Нилом и его притоком Барэль-Газалем. Бар-эль-Джебель, Сераф и нижний Бар-эль-Газаль были, вместе с болотистыми долинами этих рек, изучены Эрнестом Марно. Луптон, губернатор египетской области по Бар-эль-Газалю, ещё точнее исследовал его течение и в 1883 г. через Дар-Банду проник до Уэле близ Баруссо. Эдуард Шницлер, назначенный в 1878 году губернатором египетских экваториальных провинций под именем Эмин-бея, значительно пополнил своими исследованиями пробелы, оказавшиеся в маршрутах Швейнфурта, Юнкера, Фелькина и других путешественников; но особенно важны его исследования в области Верхнего Белого Нила, Бар-эль-Джебеля и оз. Альберт-Нианца, как в географическом (по части измерений), так и этнографическом отношениях (1881—87).

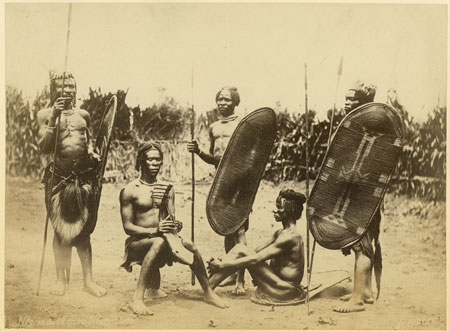
Люди из племени азанде (ниам-ниам) со щитами и арфой: фото конца 1870-х (автор — Р. Бухта)

Вильгельм (Василий Васильевич) Юнкер. объехал страны Ниам-Ниам и Мангбатту (Монбутту по Швейнфурту) и в середине 1882 г. достиг р. Непоко. Итальянец Казати, который также объехал некоторые не исследованные ещё области в стране Мангбатту, с 1884 года вместе с Юнкером находился при Эмине-бее в Ладо, будучи отрезан от севера волнениями в Судане. В конце 1886 года В. В. Юнкеру удалось все-таки пробраться к восточному берегу, к Занзибару.

#### Третья экспедиция Стэнли (1887—1889)
Для освобождения Эмина-бея в начале 1887 года отправили экспедицию во главе с британским журналистом и путешественником Г. М. Стэнли. Экспедиция эта продолжалась три года (1887, 1888 и 1889) и сопровождалась многими и очень важными географическими открытиями. Оставив Каир 27 янв. 1887 г., Стэнли — 20 февр. был уже в Момбасе (под. 4° с. ш.), 22 — в Занзибаре и 16 марта в Капштадте. Обогнув южн. часть А., он достиг устья Конго — 19 марта; далее следовал по течению этой реки до впадения в неё Арувими, затем по Арувими до дер. Мбири и отсюда прямо на запад к оз. Альберт-Нианца, которого достиг только 14 декабря. Не получив никаких известий от Эмина-паши, вследствие волнений, происходивших в эквиториальной области, он возвращается в Форт-Бодо (1°29′ с. ш.), и, пробыв там три месяца (январь, февраль и март 1888 г.), 4 апреля снова идет к оз. Альберт-Нианца. Через две недели в деревне Кавалли (недалеко от озера) Стэнли получил письмо от Эмина-паши, находившегося в то время в Тунгуру (на сев.-зап. берегу оз. Альберт-Нианца) и извещающего о своём выступлении для встречи со Стэнли. Они встретились 29 апреля недалеко от озера между Кавалли и Магунга. Отсюда вместе с Эмином, Стэнли проследовал до пика Мазамбони, а затем один со своим отрядом до Баналии для спасения арьергарда. После двухнедельной стоянки в этом городе, 31 авг. 1888 г. в третий раз направился к оз. Альберт-Нианца, которого достиг 18 янв. 1889 г.
Во время этих путешествий были исследованы — верхнее течение Арувими, известное под именем Итури (длина Итури, по исследованиям Стэнли, равна 1125 км, а вся площадь, занимаемая её бассейном, начиная с истоков в горах Спика, Швейнфурта и Юнкера, — 173500 км²), множество его притоков и между ними правый приток Непоко, который ещё Юнкер считал за самое Арувими, и от которого начинается Итури, южная часть оз. Альберт-Нианца, оставшаяся не известной даже Эмину-паше, и сделаны любопытные этнографические наблюдения над живущими в этой области до сих пор малоизвестными племенами. Из них Стэнли самыми крупными считал на север от Арувими — бабуа, мабоде, момфу и балессе, на юг — бакуму и бабуру, в свою очередь распадающиеся на множество мелких племен. Из последних карлики или пигмеи, называвшиеся и Вамбутти, и Батуа, и Акка, и Базунгу, были впервые весьма подробно описаны Стэнли. 10 апр. 1889 г. Стэнли направился сначала на З до пика Мазамбони, а затем на Ю и ЮВ по направлению к Занзибару, куда прибыл 6 декабря 1889 г. На этом пути впервые было исследовано почти на всем протяжении течение Семлики, впадающей в южную часть озера Альберт-Нианца; определено точное положение и указано само строение горной площади, со снежными вершинами, называемой древними греческими, римскими и позднейшими европейскими географами «Лунные горы», а у туземцев известной под именем Рувензори.
Начиная с Птоломея, считали «Лунные горы» источником, питающим Нил, и помещали их на югу от экватора, в виде горной цепи, идущей с С на В. Такое представление о Лунных горах сохранилось даже до XIX в., как видно из английской карты, относящейся к 1819 году. Впоследствии, при большем ознакомлении с внутренней частью Африки, отказались от прежнего мнения, что Нил берет начало в Лунных горах, и стали искать другие его истоки, но относительно точного положения и устройства этих гор не было предпринято ни одного исследования до путешествия Стэнли. Кроме того, им открыто до 62 горных потоков, вытекающих с Рувензори, из которых, как самые значительные, Стэнли называет Рами, Рубуту и Сингари, и сделаны этнографические наблюдения над племенем вакондью, обитающим в этой области и почти совершенно до сего времени неизвестным. Далее, следуя по северному, северо-западному и восточному берегам оз. Альберт-Эдуард-Нианца, (более известного под именем Мута-Нзиге, хотя последнее название скоре нарицательное, чем собственное, так как туземцы называли три Мута-Нзиге: 1) в области Униоро-Алберт-Нианца, 2) в обл. Уганда-Викториа-Нианца и 3) — Узонгора-Альберт-Эдуард-Нианца), Стэнли первый делает более или менее подробное описание, во-первых, оз. Альберт-Эдуард-Нианца частью по собственным наблюдениям, частью по сведениям, полученным от туземцев, и во-вторых, соляного озера Катве, находящегося недалеко от сев.-зап. угла озера Альберт-Эдуард-Нианца и служащего, по своему богатству солью, источником раздоров между соседними племенами из-за его обладания.
Наконец, из открытий и наблюдений, сделанных в дальнейшем следовании до Занзибара, через страну Анкори, мимо юго-зап. части оз. Викториа-Нианца, через страну Угого, Мпуапуа (немецкая миссия) и Багамойо (французская миссия), следует указать на определение течения, сначала с С на Ю, а затем на З, р. Руизи, левого притока р. Кавале (впадающей в р. Качера, или Александра-Нил, недалеко от оз. Виктория-Нианца), который ещё очень недавно принимали за верхнее течение этой реки, и на исследование течения р. Александра-Нила, текущей сначала вдоль зап. границы Карагве, а затем, по достижении Акорни, круто поворачивающей на В до впадения в оз. Викториа-Нианца. Верховьями своими Александра-Нил, называемый здесь чаще именем Качера, восходит до параллели сев. берегов оз. Танганьики (3°30′ ю. ш.). 15 апреля 1890 года снаряжена новая экспедиция немцами, под начальством Эмина-паши, перешедшего на службу к германскому правительству в г. Багамойо, куда он прибыл под защитой Стэнли; до этого он считался на службе у египетского правительства.

### Другие исследования Центральной и Восточной Африки

#### Абиссиния и Сомали

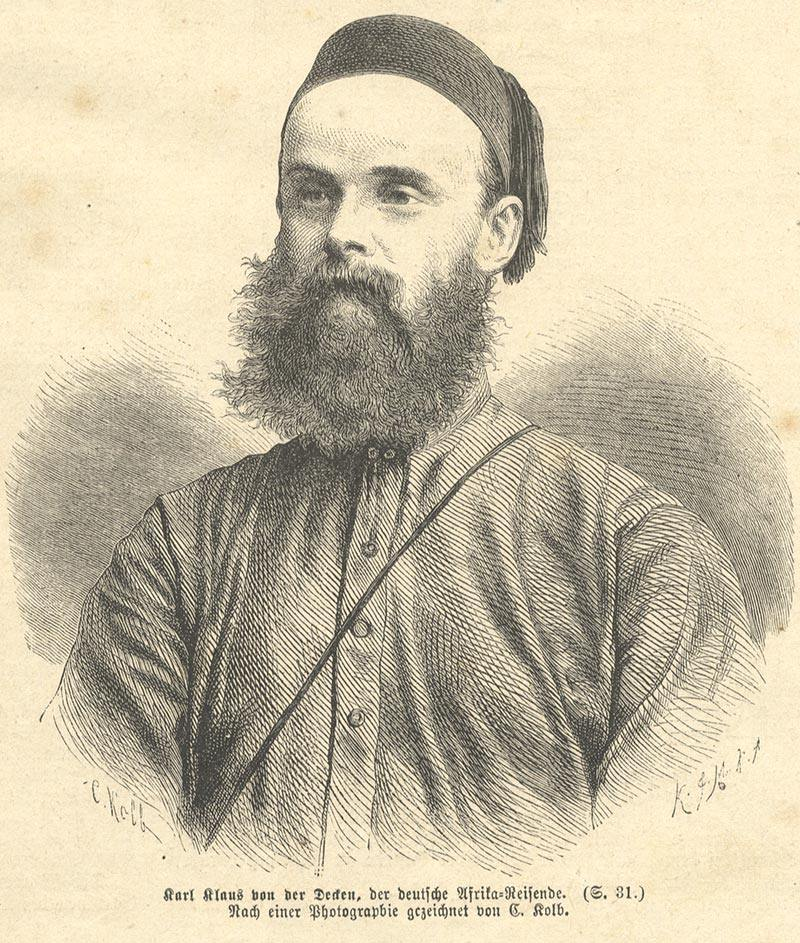
Карл Клаус фон дер Декен. Гравюра К. Кольба (1874)

В связи с розысками истоков Нила и его притоков с восточной стороны, начавшимися, как уже сказано выше, около 60-х годов, находятся открытия и исследования в области стран, лежащих к востоку и северо-востоку от озера Укереве и др., и в Абиссинии. Для знакомства с восточноафриканскими странами хороший материал дали путешествия барона Карла фон дер Декена. При первом своём путешествии он дважды, сначала в 1861 году в сопровождении геолога Торнтона, потом в 1862 году вместе с О. Керстеном, поднимался на Килиманджаро. Вторая экспедиция имела своею целью исследование реки Джуббы, впадающей в океан, почти под самым экватором, но стоила жизни не только главе её, павшему 2 октября 1865 в Бердере (Бардере) от руки убийцы, но и многим другим его спутникам. В числе немногих европейцев, которым удалось спастись, был Рихард Бреннер, который в следующем году снова отправился в те страны и сделал интересные наблюдения над южными племенами галла (1866—67). В январе 1870 года Бреннер снова отправился в эти местности, к берегам Дуны, и в 1871 году прибыл в южные страны и к северному берегу полуострова Сомали. В 1874 г. он сделался жертвой климата.
Менее счастливым в отношении новых открытий в этих странах Африки был Теодор Кинцельбах, умерший в январе 1868 г. при Макдишу (Могадишо), в стране Сомали. Из всех северо-восточных стран Африки более всех обращала на себя внимание позднейших путешественников страна Сомали. Так, зимой 1878—79 годов она была исследована Жоржем Ревуаем. Последний проехал вдоль берега миджертов до мыса Гвардафуй, но проникнуть во внутреннюю область миджертов, Вар-Сангели и Дольбаганта, до Каркарских гор ему удалось лишь в 1881 и 1882 годах. Третья попытка проникнуть внутрь земли Сомали была сделана Ж. Ревуаем из Макдишу, но и на этот раз он не мог пробраться далее города Гелиди, стоящего на р. Веби-Добой. Менгс в 1884 году дважды предпринимал путешествия из Берберы в область, населенную габр-ауалами, на юг до горной цепи Голисс и примыкающей к ней с западу горной цепи Ган-Либах. Саккони, проникший в 1883 г. в глубь земли огадов, был там умерщвлен. В 1885 г. В. Д. Джемс и Эльмер проникли из Берберы до Уэби-Шабелле, верхнего течения Веби-Добой, сняли планы местностей и вернулись с массой новых сведений. Что же касается Абиссинии, где берут начало pp. Бар-эл-Азрек, Атбара и другие, то здесь более точные и подробные исследования начались сравнительно позже, чем в странах к востоку и северо-востоку от верховьев Нила. Так, истоки Барака в стране Дембела были исследованы Гаеаунем и Мелладевом в конце 1870-х годов.
В 1879 году из Италии отправилась в Абиссинию, под начальством Бианки и Маттеуччи, экспедиция, снаряженная миланским торгово-географическим обществом. Она проникла в Шоа и освободила Чекки из плена. В 1884 г. Бианки попытался пробиться из Макале (под. 30°30′ с. ш.) прямым путем к Ассабу, при Красном море, но при вторичной попытке был умерщвлен данакильцами вместе со своими спутниками (окт. 1884). Штеккер, отправившийся в 1880 г. в Абиссинию, в качестве спутника Рольфса и оставленный там последним, в 1881 г. доставил первую точную съёмку озера Тана и исследовал несколько земель к ЮВ и Ю от него, которые редко или даже совсем ещё не посещались европейцами. В Шоа и пограничных с ним на ЮЗ землях Лимму, Гера, Каффа и др., населенных племенем галла, с весны 1876 г. подвизалась итальянская экспедиция под началом маркиза Антинори, умершего 26 авг. 1882 г. в Лет-Марефиа, к С от Анкобера. В начале экскурсии ему помогали Мартини, вернувшийся в февр. 1881 г. в Цейлу, и Чиарини, умерший 5 окт. 1879 г. в земле Гере; в 1877 г. к нему присоединился ещё Чекки, а в 1879 граф Антонелли. Последний устроил караванное сообщение между Ассабом и Шоа через Ауссу и Хаваш. В 1882 году французский путешественник П. Солейе посетил Шоа, Джимму, Лимму, Гомму, Геру и Каффу.
С береговой областью между бухтой Гамфила и г. Эдд при Красном море, населенной племенем демгоита, познакомил европейцев граф В. Зичи, а занятие итальянцами окрестностей бухты Асэб дало возможность составить превосходные карты этой части берега Данакиля. Джулетти, достигший в 1879 г. из Цейлы торгового города Гаррара и отправившийся затем из Бейлула (на север от Асэба) для расследования р. Голимы, был убит в мае 1881 года данакильцами. Гарар посетили также барон И. Мюллер и Гюнтер, британский резидент в Адене; оба они оставили описания города и его области. Пауличке в 1885 г. отправился из Цейлы в Гарар и Бубассу и тщательно изучил их местоположение. В том же году майор Хит (Heath) из Гарара проник в Берберу.

#### Восточная и Центральная Африка
Из значительного числа путешественников, поставивших себе целью ознакомление со странами Восточной Африки, между океаном и бассейнами больших озёр, прежде всего, следует указать на братьев Денхард, которые в 1885 году приобрели немецкую колонию Виду, прилегающую к океану (под 2° ю. ш.), и начали свои исследования с самого севера этой области. Самым выдающимся из них было первое по времени точное исследование всего течения реки Таны от её истоков до впадения в залив ВАнгама или Формоза.
Пространство между Момбасом и Нижним Сабаки было исследовано Векфильдом. Прямо на запад от этого города предпринял путешествие Гиссинг, британский вице-консул в Момбасе. Результатом его путешествия было исследование гор Ндара и Казитао. Г. А. Фишер поднялся из Пангани вверх по реке Руфу, обошёл с западной стороны Килиманджаро, проник за озеро Наиваша (в стране Массаи) и обратный путь совершил, идя вдоль восточного склона горной цепи, под 36° в. д. (от Гринвича); при этом он открыл большое озеро, содержащее в себе натр, называемое «Натровым озером» (Натрон) и действующий ещё вулкан Дёньо Нгаи, поднимающийся на 2155 метров. Дж. Томсон (1882—84) из Момбасы дошёл до северо-восточного подножия Килиманджаро, прошёл всю страну Массаи по направлению к северу до озера Наиваша, от него повернул на восток через горы Абердаре к Кении и от озера Баринго направился на запад и юго-запад в Кавирондо, страну, расположенную по северо-восточному берегу Виктории-Нианцы. Обратный путь Томсон совершил через Улу и Укамбани. Г. Г. Джонстон, поднявшийся в 1884 году на Килиманджаро до высоты 4973 метра, исследовал очень тщательно эту горную область. Находившаяся до Первой мировой войны под германским протекторатом область Усамбара была исследована в своей юго-восточной части миссионером Фарлером, из станции Магила, Кейтом Джонстоном и Дж. Томсоном.
В земли же между Занзибарским берегом и озером Танганьикой, восточная часть которых с 1885 года принадлежала Немецкому Восточно-Африканскому обществу, с 1878 года неоднократно посылались экспедиции Международного Африканского общества, основанного в 1876 королём Леопольдом II. Эти экспедиции, отправлявшиеся обыкновенно из Занзибара, имели своею целью организовывать станции, которые должны были сделаться как опорными пунктами для исследователей и путешественников, так и средоточиями торговли и культуры. Первая станция, основанная упомянутым обществом, находится в Кареме, на восточном берегу Танганьики. В 1880 году и Немецко-Африканское общество выслало экспедицию, чтобы устроить в Восточной Африке свою первую станцию. Руководителем этого предприятия был фон Шёлер, к которому присоединились ещё астроном Кайзер, зоолог Бём и Рейхард. Закладка станции последовала в конце ноября 1880 года в Какоме, недалеко от юго-западной границы Униамвези, по дороге из Таборы (под 5° ю. ш.) к озеру Танганьике; но в июне 1881 года она была перенесена в Игонду, на полпути между Таборой и Какомой, откуда и предпринималось исследование новых притоков Малагарази, впадающей в Танганьику. В то же время и миссионерские общества, особенно английские, усердно занимались географическим изучением этих областей. Гор (Hore), учёный член экспедиции, снаряжённой Лондонским миссионерским обществом, сделал самые точные съёмки озера Танганьики и доказал, что Лукуга вытекает из его западной части, что, впрочем, утверждал уже Камерон. Эти исследования велись Гором из миссионерской станции Лондонского общества, перенесённой из Уджиши в Плимут-Рок, близ Мтовы.
В 1879 году из Занзибара внутрь страны направилась экспедиция Лондонского Географического общества; во главе её, по смерти А. К. Джонстона, стал геолог Джозеф Томсон. Он, перейдя столовые области Угеге и Убена, спустился через горный хребет Конде к северному краю озера Ниассы, дошёл до южных берегов Танганьики в Памбете, отсюда по западному гористому берегу этого озера поднялся на север до устьев Лукуги в из Макиёмбо, в Варуе (на юго-запад от Лукуги), вернулся назад. На обратном пути Томсон открыл к востоку от южной оконечности Танганьики небольшое озеро Риква (Гиква, Ликва), которое он назвал озером Леопольда, и в конце июля 1880 года прибыл обратно в Занзибар. В Памбете с Томсоном встретился инженер Стюарт, вышедший из ст. Ливингстонии при озере Ниассе. Ему шотландское Free-Church-Mission поручило устройство дороги между северо-западным углом Ниассы и юго-восточным Танганьики. Стюарту принадлежит заслуга исследования берегов Ниассы в 1877—83 годах. В 1883 году Жиро прошёл из Занзибара через приморский город Дар-эс-Салам и страны, лежащие на юго-запад от него: Куту, Угеге, Убена, Учунгу — до реки Чамбези, впадающей в озеро Бемба, или Бангуоло (Бангвеоло). Потом он поплыл по этому озеру до самого южного его залива, где вошёл в реку Луапула, открыв таким образом точно выход её из озера Бангвеоло, чем и была исправлена ошибка Ливингстона, помещавшего выход этой реки в другом месте. Пройдя по Луапула до водопадов её Монботтута, он направился прямо на север к озеру Моеро или Меру. План отправиться от Танганьики к Конго не удался, вследствие чего он через Ниассу вернулся в Квелимане, приморский город, лежащий под 18° ю. ш.
Находившаяся под германским протекторатом область Нгуру была исследована Ластом из миссионерской станции Мамбоиа и французскими миссионерами Машоном и Пикардом (1884 г.) из ст. Мгонды. Река Руфиджи, впадающая в океан против острова Мафия, была исследована в 1881 году Беардаллем, который и открыл её. Северный приток Руфиджи, Руагу, или Руаха, исследовали миссионеры Прайс и Бакстер. Пространство же между Мозамбикским берегом, озером Ниассой и рекой Рувумой, служащей границей владений германских и португальских, посетил в 1881 году Мапльс. В том же году Томсон снял на план реку Рувуму и нижнее течение Лудженды, одного из больших её правых притоков. В. П. Джонсон, долгое время бывший начальником общемиссионерской станции Муембе, исследовал верхнее течение Рувумы и Лудженды и долину реки Луджулинго; объехав затем восточные берега Ниассы, он отправился на запад мимо озера Ширва, или Килва, в Квелимане. Озеро Ширва преимущественно исследовал Друммонд. Английский консул О’Нейл отправился из Мозамбика на Запад через Маломве, коснулся источников Лули, или Лурие, и Ликугу, впадающих в Индийский океан, и выяснил окончательно вопрос об истоках Лудженды, которая вытекает не из озера Ширва, а из озера Чиута, немного севернее Ширвы. Кроме того О’Нейл опубликовал интересные сообщения о португальских гаванях между мысом Дельгадо и города Квелимане.
Принадлежавшая португальцам область нижнего течения Замбези отличается богатством ископаемого царства, для эксплуатации которого образовалось общество под председательством капитана Ж.К. Пайва де Андрада. Он руководил несколькими минералогическими экскурсиями, имевшими своей исходной точкой Сенну и Тете, а целью — исследование золотых россыпей в Манике, правого притока Замбези — Моцое и гор Машинга к северу от Тете. Альфонсо де Мораес Сарменто сделал многочисленные съёмки по нижнему Замбези и Шире (1877—80).
Кусс в 1884 году издал геологическое описание исследованного им нижнего Замбези, а одновременно с ним Гюйо издал карту и описание восточных окрестностей Тете. Голуб поднялся вверх по Замбези в пределах царства Баротзе, или Мамбунда, от водопадов Виктория до водопада Намбве. Впадающий в этом месте в Замбези с правой стороны приток Чобе был исследован в своём нижнем течении Браджо. Селу изучил замечательные гидрографические отношения между Чобе и Цуга и объехал местности по обоим берегам среднего Замбези, причём на северо-запад дошёл до Сатиндас Крааль, в области Манике, получившей от него своё название; точно так же и в северо-восточной части государства Maтебеле он открыл для географии области Баниай и Машона. Это государство посетил также миссионер Коалльярд и охотник Оатз. Один из членов иезуитской миссии, подвизающейся в Южной Америке с 1879 года, патер Ло сделал целый ряд астрономических измерений по пути из Дрифонтейна (Трансвааля) в Губулувайо, в неизвестных до тех пор местностях государства Матебеле. Капитан Фипсон-Вибрандт, руководивший в 1880 году превосходно снаряжённой экспедицией в государстве Умсила, сделал съёмки по нижнему течению Саби. В 1882 году португальская экспедиция под начальством Кардосо и Франко отправилась из Ингамбане в Умсилу, но, встретив плохой приём со стороны туземцев, принуждена была пуститься в обратный путь через Софалу.
Для знакомства с южной половиной Центральной Африки имели громадное значение путешествия Давида Ливингстона. Последнее большое его путешествие, начатое в мае 1866 года от Рувумы, недалеко от мыса Дельгадо, и во время которого он открыл к западу и юго-западу от озера Танганьики — озера Моеро, Бангуоло и Чибунго, окончилось его смертью; он умер от дизентерии на пути от озера Бангуоло по направлению к востоку, к Унианиембе, в стране Бабизе, 1 мая 1873 года

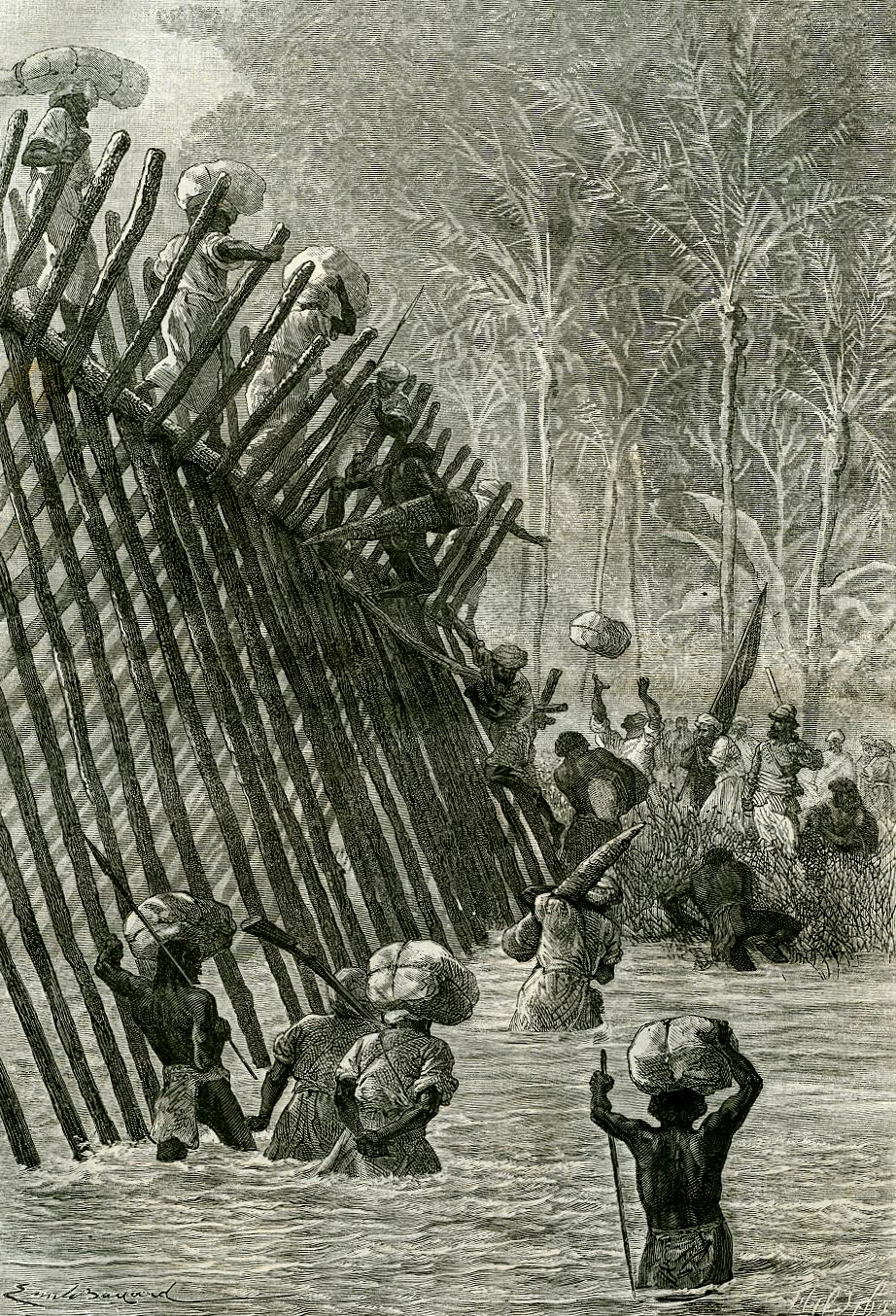
Переход экспедиции В. Л. Кэмерона через реку

После него наибольшие заслуги в этом отношении принадлежат британскому флотскому лейтенанту Камерону, который выехал в 1872 году из Англии, чтобы встретить Ливингстона, но нашёл его уже мёртвым. Продолжая путешествие, он пересёк всю Африку и достиг её западного берега в октябре 1875 года, проделав путь в 5800 километров.

##### Бассейнреки Конго
Генри Стэнли, нашедший в 1871 году Ливингстона, которого все считали тогда погибшим в Африке, в 1874 году снова предпринял путешествие, во время которого он открыл всё течение реки Конго, устья которого он достиг в августе 1877 года.
В 1875 году Пауль Погге достиг из Луанды с берега Атлантического океана, между 8—9° ю. ш., царства Муаты Ямво, ограничиваемого на западе реки Куанто и на востоке приблизительно 24 меридианом. Наконец, португальский майор Серпа Пинто объехал в 1877—79 всю Африку., от приморского г. Бенгуэлы (12°25′ ю. ш.) до нижней Замбези и отсюда до Трансвааля. В 1879 году Стэнли предпринял путешествие вверх по Конго, по северному берегу которой он проложил большую дорогу до самого устья, которая начинается у новой станции Виви, ниже водопада Иеллала, представляющего последнюю преграду для судоходства по Конго. Далее, Стэнли заложил станции Леопольдвиль на северном берегу Стэнли-Пула и Ква-Моут при устье р. Ква (Куанго). Далее, проехав на первом привезённом на Конго пароходе вверх по этой реке, по Ква и Мфини, открыл в 1882 году озеро, из которого вытекает Мфини, и назвал его именем Леопольда II. Исследовав это озеро, он осенью того же года вернулся в Европу. В конце лета 1883 года Стэнли снова предпринял путешествие вверх по течению Конго и дошёл до водопадов Стэнли, где была основана станция. При этом предприятии было обращено также особенное внимание на притоки верхнего Конго, из которых Арувими был исследован до стремнин Панга под 2°13′ с. ш. Реку эту Стэнли принимал тогда за Уэле и впоследствии исследовал этот приток Конго на всём протяжении. Баптистские миссионеры Бентлей и Круджингтон первые достигли Стэнли-Пула через землю Базунди. Из британских путешественников ботаник Г. Г. Джонстон проехал по этой реке до Болобо, Гольдсмид до Изангилы, Моргам до Стэнли-Пула.
Много потрудился над исследованием Конго и путешественник Шаванн по поручению Международного общества. Фон Данкельман целый год занимался в Виви метеорологическими наблюдениями. Комбер сделал съёмку Стэнли-Пула; миссионерский пароход на Стэнли-Пуле в течение пяти дней поднимался вверх по Куанго, от места впадения в него Мфини. Путешествие Стэнли до Водопадной станции было повторено в 1884 году капитаном Гансеном, который исследовал один из притоков Конго с правой стороны — Монгалу, и проехал вверх по Нгингири (Итимбири Стэнли) расстояние в 75 км. Исследованию притоков Конго посвятил себя также Джордж Гренфелл. В 1885 году он поднялся вверх по течению Убанши и Нгингири до водопадов Луби. Герман Висман в сопровождении К. фон Франсуа открыл в 1884 году нижнее течение и устье Касаи и посетил неизвестные до тех пор области Муата-Кумбана и Мона-Тенда в Лунде и Капука и Ибанши в государстве Конго. Прусский майор Мехов в июне 1880 года отправился из Маданже вниз по Камбо, левому притоку Куанго, перетащил на последний (Куанго) складную лодку и проехал на ней до 5° южной широты. Здесь пороги Кингунши заставили его в октябре вернуться назад, и этот обратный путь он совершил вдоль правого берега мимо города Муене-Путу-Кассонго, где в 1885 году жил Л. Вольф.
Нижнее течение Куанго было исследовано в 1884—85 годах Массари и Бютнером. Миссионер Фай в 1884 году отправился из Бенгуэлы в Биге, дополнил и проверил съёмки Камерона и сделал точные измерения высот. Ивенс и Брито Капелло исследовали в 1877—79 годах источники Коанцы, или Куанцы, правого её притока Лоандо, Куанго, Кассаи и Чикапы, причём на Куанго был открыт к юго-востоку от Кассанже водопад Капаранга (Луиза), падающий с высоты 50 метров. Из Маланже, исходного пункта предприятий Немецко-Африканского общества, в 1878—79 годах Шитт, а в 1879—81 годах Бюхнер предприняли путешествие по государству Лунда, причём Бюхнер производил астрономические наблюдения, отличающиеся большой точностью. К 1881—82 годам относится знаменитое путешествие Погге и Висмана, из которых только последний довёл его до конца, между тем как Погге вернулся из Ниангве в Мукенге, а отсюда в Лоанду. В Мукенге Погге пробыл от конца июля 1882 года до начала ноября 1883 года и заложил здесь немецкую станцию. Бем и Рейхард исследовали в 1883—84 годах источники Луапулы и Луалабы. В 1884—85 годах Капелло вместе с Ивенсом проникли в область верхнего Луапула и страну между озёрами Бангуоло и Замбези, а в 1885—86 годах Ленц предпринял путешествие вверх по Конго до Ниангве и оттуда до Занзибара.
Что же касается берега Лоанго, граничащего на юге с Конго, то наши сведения о нём расширились, благодаря изданным в 1879—82 годах Гюссфельдтом, Фалькенштейном и Пешуель-Лёше официальным источникам о немецкой экспедиции в Лоанго 1873—76 г. Саворньян де Бразза, приобретший для Франции новое колониальное государство на запад экваториальной Африки, во время своих путешествий в области Огове и по правому берегу Конго, открыл в 1877 году Алиму, в 1878-м — Ликону, притоки Конго, основал станции Франсвилль на берегу Пассы (в июне 1880 г.), Браззавиль при Стэнли-Пуле (1 октября 1880 г.) и Пост д’Алима (1881), и на своём обратном пути в Европу коснулся источника Огове и бассейна Куилу. Огове был исследован до Самкиты Дюбоком, а выше до впадения Лоло — Дютрейль де Рином. Миссионер Бише, отправившийся от Габуна вверх по Рембое к Огове, иcследовал питаемое последним озеро Азинго. Бассейн Куилу-Ниари, отошедший к Франции по договору, заключённому 5 февраля 1885 году в Париже между Французской республикой и Международным обществом Конго, был исследован Грантом Эллиотом, основателем станции Стэнли-Ниари и Стефанивилль, и французами Долизи и Мизоном; Долизи поехал кратчайшим путём из Лоанго через Стефанивилль и Филиппвилль в Браззавилль, Мизон же в 1883 году отправился от Огово до Конкуати по берегу моря, причём перерезал много притоков Куилу с правой стороны. Баллэ снял в 1883 году карту Алимы.

### Южная и Юго-Западная Африка
Картографические исследования Южной Африки были выполнены Эндрю Э. Андерсоном и А. Меренским, издавшим карты этой части Африки. Андерсон в продолжение 10 лет производил измерения высот и съёмку планов в представленной им картографически области. Алмазные поля в британской провинции Восточной Грикве, которая вместе с соседней землей Басуто была исследована Жакотта, были описаны в 1883 году Когеном. Гаррель сообщил ценные сведения о племенах батлару и баролонг, живущих к северо-западу от этой провинции в находящейся под британским протекторатом земле западных бечуанов. Американец Г. А. Фарини в 1885 г. прошёл пустыню Калахари до озера Нгами и первый исследовал область водопадов в среднем течении Оранжевой реки. Много новых данных добыто также, благодаря путешествию Монтэгю Керра (1884) от мыса Доброй Надежды через Замбези и Тете до Ниассы.

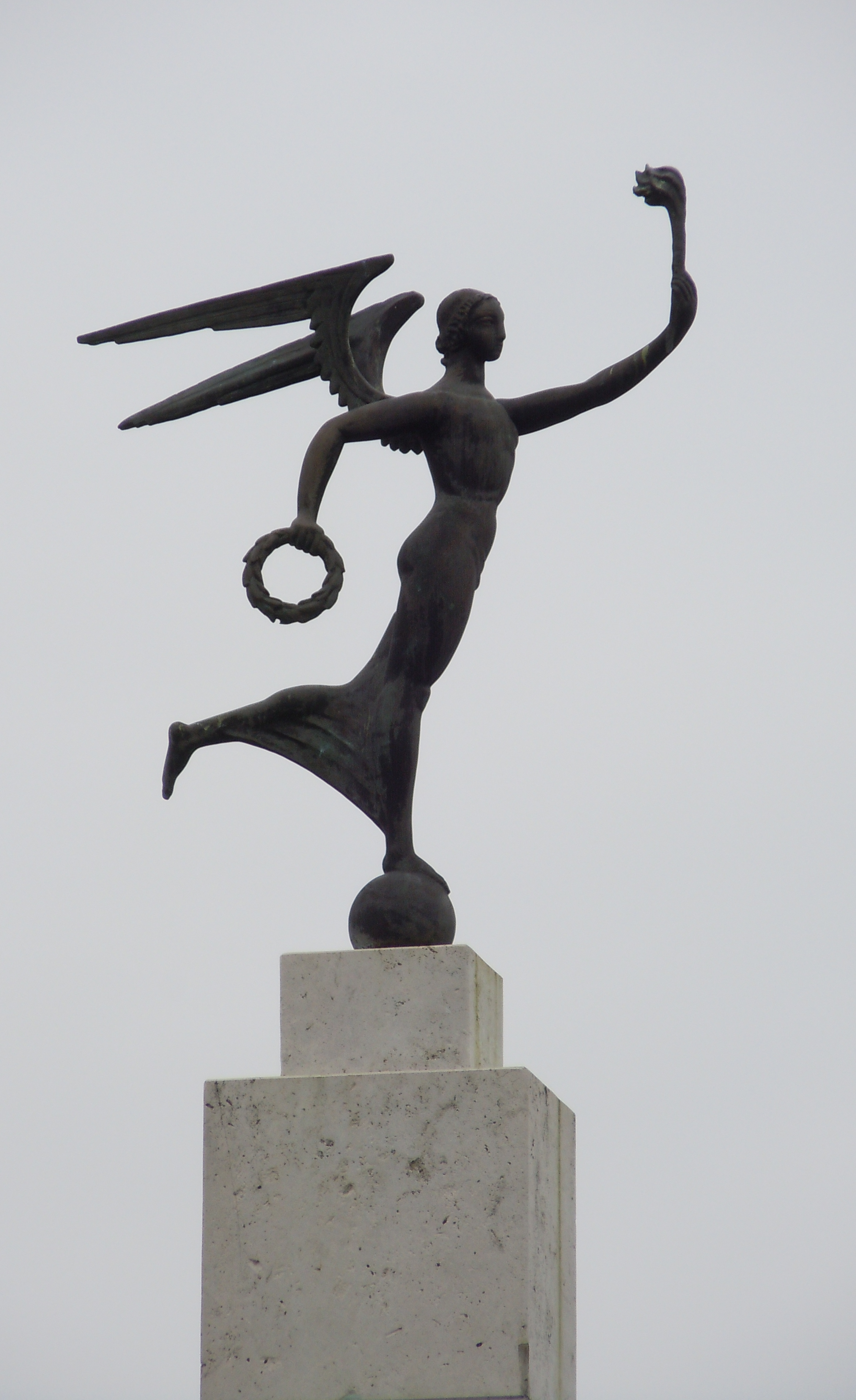
Памятник Ласло Мадьяру на родине исследователя — в Сомбатхее

Западный берег Южной Африки, кроме Андерсона, изучали миссионер Гуго Хан, Вельвич, дю-Шалью, Дюпарке (обл. Дамара и Овампо), Бютнер (Гереро) Ольпп (Б. Намаква), Дюфур (Амбоелла), Бём и Бернеман (Каоко) и другие. Венгерский морской офицер Ласло Мадьяр в 1848—1853 году организовал несколько экспедиций, нанеся на карту реку Замбези и её притоки.
Содержательными сведениями о восточном береге Южной Африке европейцы прежде всего обязаны двум немецким путешественникам: Густаву Фричу и Карлу Мауху. Фрич в 1864—66 гг. объезжал области в верхнем течении Оранжевой реки, Наталь и ближайшую к Наталю часть страны бечуанов. К. Маух обратил своё внимание на республику Трансвааль и граничащие с ней на севере области. В июле 1866 года Мауху удалось открыть в верховьях р. Фоле и Умниати новые, хотя и не богатые, золотые россыпи, к которым в конце 1868 г. была отправлена из Англии экспедиция с Томасом Бенсом во главе. Эд. Мор и Гюбнер предприняли путешествия к открытым уже раньше алмазным россыпям в области нижнего течения Валя.

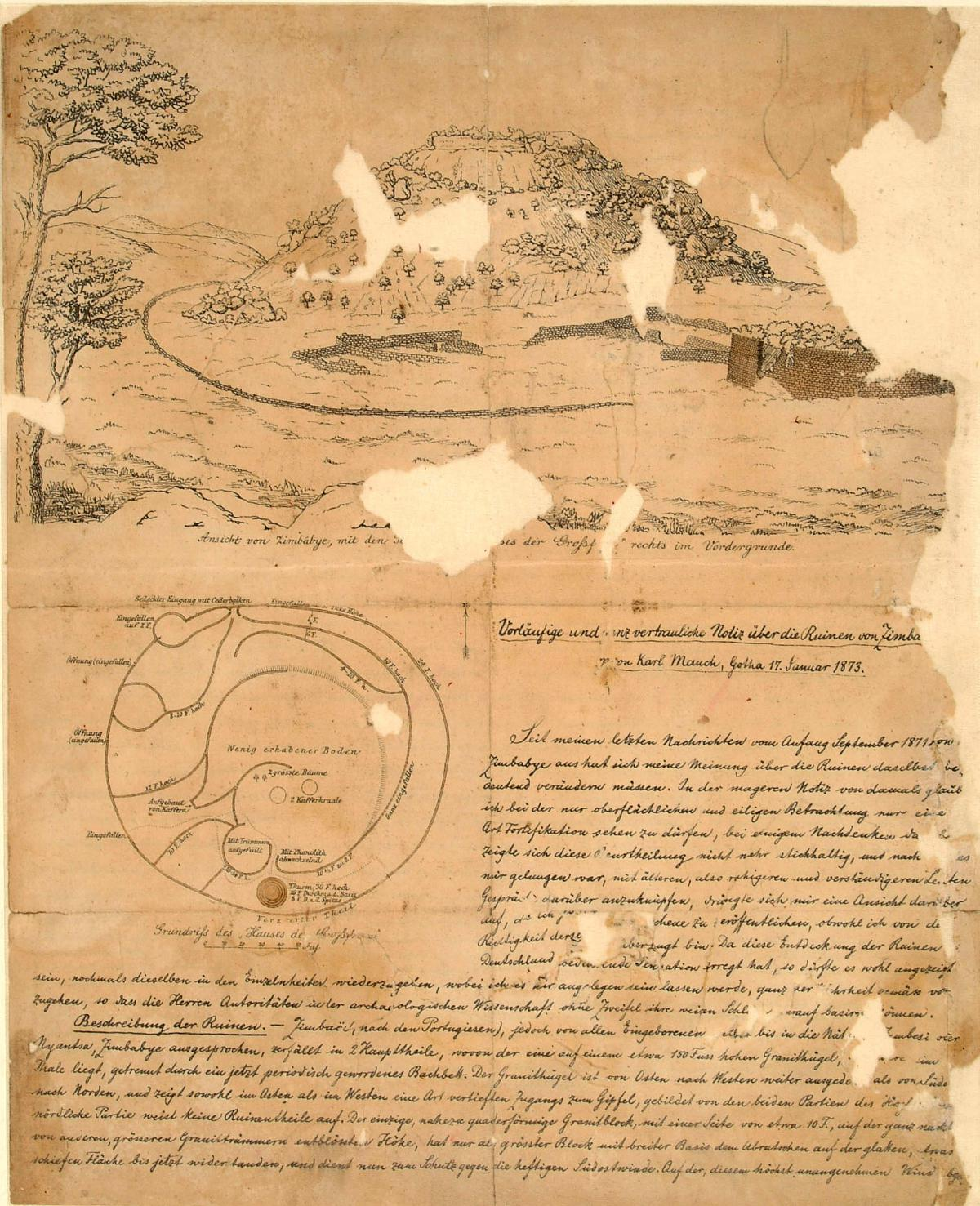
Набросок Карла Мауха, изображающий руины города Большой Зимбабве

Изучение бассейна нижнего Нигера и его притока Бенуэ было значительно подвинуто вперед Уильямом Белфуром Бейки († 30 ноября 1864 г. в Сьерра-Леоне), который после того, как уже в 1854 г. руководил экспедицией по Нигеру с 1857 г., с успехом трудился над установлением правильных торговых сообщений, отменой невольничества и обогащением географии и этнографии А. Из Лукои в Нупе он совершал различные путешествия, между прочим в Кано (1862 г.). В 1864 лейтенант Нойлер через Нупе проник до 18° сев. шир. В 1879 г. пароход одного англ. миссионер. общества проехал по Бенуе около 64 км вверх от впадения Фаро. Вверх по нижнему Нигеру до земли Нупе поднимался также англичанин Милум, опубликовавший очень ценные сведения о самой Нупе. Флегель, неутомимый исследователь (с 1879 г.) Нигера и Бенуэ, во время своего первого путешествия снял на карту Бенуэ; во второе путешествие, на которое, подобно всем последующим экспедициям Флегеля, средства были отпущены немецким Африканским обществом, он проехал по Нигеру от Эггана вверх до Гомбы, снял карту со значительной части этой реки, до тех пор совершенно неизвестной, на пространстве между Раббой и Сай, проследовал затем по течению Гюльби-н-Гинди, левого притока Нигера, почти до Бирни-н-Кебби и достиг гор. Сокото (при слиянии Гильи-и-Сокото, или Римья, с Вакурой). В 1882 году, запасшись охранной грамотой от владыки Сокото, Флегель отправился из Локо, держась по большей части течения Бенуе, через Лафиа (Беребере), Авои и Вукари, в Адамаву, куда прибыл 9 мая; в конце июля он оставил столицу Адамавы, Иолу (на Бенуе), чтобы исследовать источники Бенуе. Конечным пунктом этого его путешествия было местечко Нгаундере, на берегу Логоне, служащее главным рынком торговли слоновой костью, куда он прибыл в конце 1882. Позднее Флегель исследовал водораздельную линию между Бенуе на севере и Старо-Калабаром и Камеруном на юге и доказал судоходность левых притоков Бенуе во время половодья. Честь же открытия источников Нигера принадлежит Цвейфелю и Мустье (1880 г.). Шосс и Голлей в 1882—84 объехали Иорубу.
Для исследования области Камеруна в 1872 году отправились немецкие естествоиспытатели Людер, Бухгольц и Рейхенов. В 1884 г. она подпала под протекторат Германской империи и с тех пор, благодаря путешествиям Рогозинского, Томчека, Целлера и Бернгарда Шварца, а также трудам Вермана и Гофмана, стала известна нам во всех своих частях.
По Золотому берегу путешествовал Томпсон; р. Анкобра в западной части этой британской колонии была снята на план Румсеем, а в последнее время Буртоном и В. Л. Камероном; оба последние посетили также золотые россыпи Васава вблизи Анкобры, удаленные от морского берега на расстояние 50—80 км. Лонсдаль отправился из Кумасе (Кумасси), столицы Ашанти, в большой торговый город Салагу (Сельгу), а оттуда вернулся назад на берег моря, по течению Вольты. Земли Паман достигли Лонсдаль (1882), проникший до г. Бентуку и Кирби (1884), дошедший до Кунтампо. Кирби исследовал также вост. часть государства Ашанти. Бретиньер и Чэпер исследовали французское владение Ассини. Внутренная область Тиммене, принадлежащая британской колонии Сьеppa-Леоне, и ограничивающая Тиммене с юга река Рокелле были точнее изучены Фозеном.

### Северная и Северо-Западная Африка

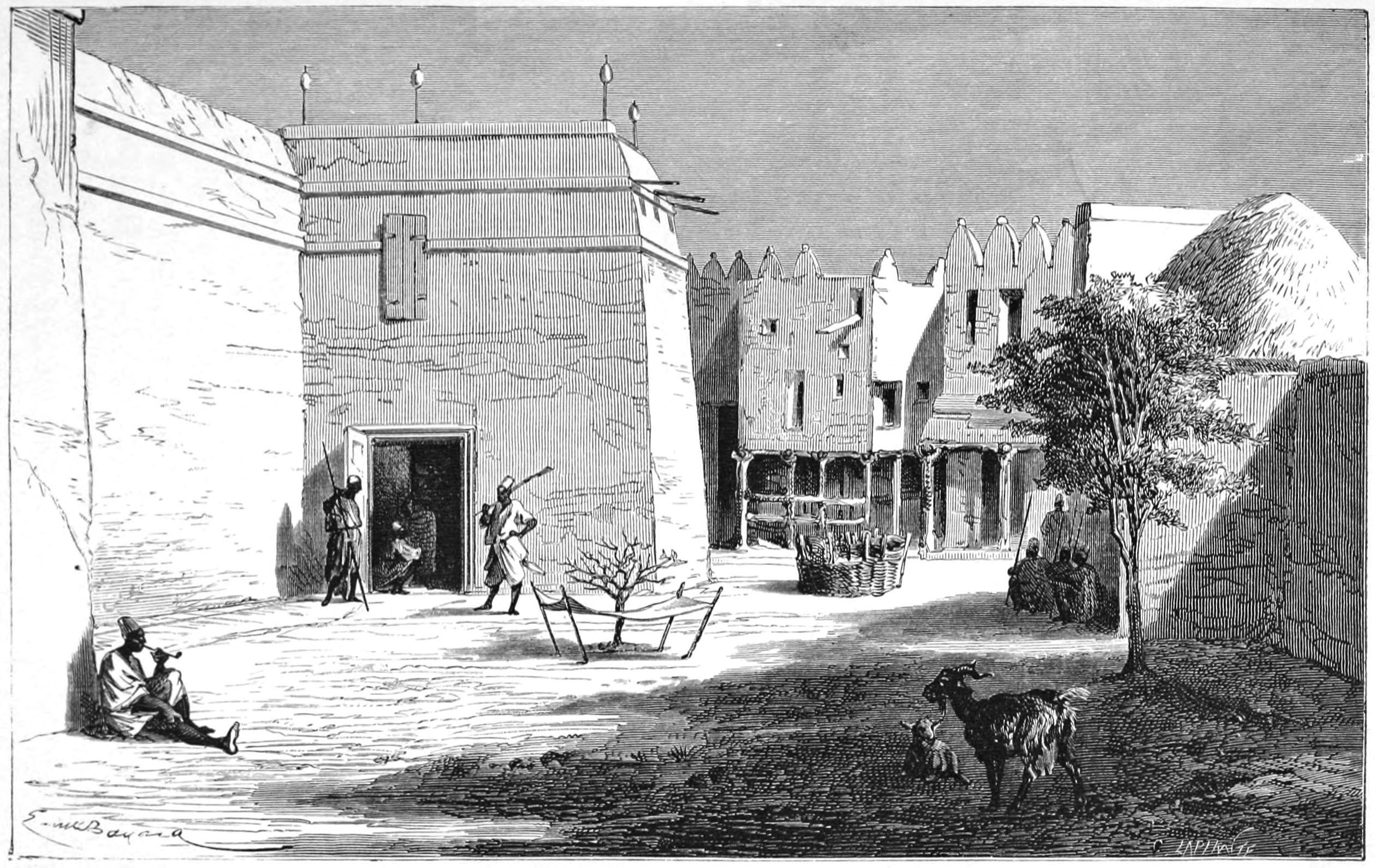
Дворец Ахмаду Секу Тола в Сегу (около 1866)

Что касается западной части северной Африки, то сведениями о ней европейцы преимущественно обязаны французам, торговые и военные посты которых заходили далеко внутрь западного Судана, и приобрели верховную власть над многими местными государствами при Сенегале, Гамбии и Казамансе. Франция стремилась к тому, чтоб установить безопасное торговое сообщение между Алжиром, Нигером и Сенегалом. С этой целью сначала был послан (1860 г.) Алиун-Сал, туземный офицер, который дошёл до Ароана, центрального пункта западно-африканской торговли с атласскими областями, расположенного к северу от Тимбукту, но отсюда должен был вернуться назад. Большое значение для науки имела также миссия Е. Маге и Квентена, выступивших в ноябре 1863 года из Медине при Сенегале, чтоб завязать сношения с новым государством Пулло, которое образовалось с 1862 года под главенством Хадж Омара в зап. Судане. Подвергаясь различным опасностям, они проникли до Сансандинга на Нигере и вернулись обратно к Сенегалу только летом 1866 года. В 1869 году Уинвуд Рид проник из Сьерра-Леоне к верхнему Нигеру, которого он достиг при Форабане. Кроме того, некоторую важность имеют ботаническая поездка Гукера по Атласу в 1871 году и военная экспедиция генерала Э.-Ф. де Вимпфена из Алжира в юго-восточный Марокко до Уэд Гира в 1870. Поль Солейе в 1874 году проник из Алжира в Туат и в 1878 г. из Сенегамбии дошёл до Сего на Нигере. Геолог Оскар Ленц 22 дек. 1879 г. выступил из Танжера, исследовал Атлас, в 1880 г. достиг Тимбукту и 2 ноября того же года прибыл в Медине, при Сенегале. 30 янв. 1880 г. выступила из С. Луи по направлению к Сегу французская экспедиция под начальством Ж.-С. Галлиени; хотя она и потерпела в Беледугу 11 мая поражение от племени бамбара, тем не менее ей удалось добиться от Ахмаду, короля Сегу, заключения очень благоприятного для Франции торгового договора, отдавшего верхний Нигер под её верховную власть.
Другая военная экспедиция, снаряженная в том же году под начальством Борньи-Деборда, к которому присоединился Дерриен, сделала съёмки местностей между верхними течениями Сенегала и Нигера, заложила близ Киты форт и нашла, что местность эта удобна для постройки железной дороги. Солейе, вышедший в середине февраля 1880 г. из С. Луи, желая проникнуть через западную Сахару в Алжирию, был ограблен близ Атора в Адраре и должен был вернуться назад. Эмэ Оливье отправился в том же году от Рио-Гранде через Фута-Джаллон в Тимбо, где выхлопотал у Алмами разрешение построить железную дорогу и заложить фактории. Байоль, сопровождавший уже Галлиени в его экспедиции в Сегу, добился в 1881 году признания Алмами верховной власти Франции над Фута-Джаллоном, отправился затем от Тимбо на север вдоль верхнего Фалеме и, перейдя верхнюю Гамбию близ Силлакоунда, прибыл в Медине 17 ноября 1881 г. Фалеме был также исследован Коленом. Ленуар проехал в северо-восточном направлении от Седгиоу, на Казамансе, через области Фирдоу, Оулли и Бондоу, в Медине. Фиэ издал в 1883 г. свои геологические работы по верхнему Сенегалу. Результаты, добытые военными экспедициями Франции в этих землях, были изложены Ланнуа де Бисси в его соч.: «Sènègal et Niger» (1884). В 1881 г. британская экспедиция под начальством Гульдсбири и Думблетона поднялась вверх по Гамбии, через Рио-Гранде и Лаби в Тимбо откуда, по заключении торгового договора, вернулась в Сьерра-Леоне.

#### Судан и северное побережье Африки
Средний и восточный Судан, занимающий значительную часть северной Африки, более всего был посещаем немецкими путешественниками. Так, в 1862 году большая немецкая экспедиция, состоявшаяся по инициативе Августа Петермана, имела своей ближайшей целью проникнуть из Хартума на запад через Кордофан и Дарфур в Вадаи, чтобы узнать здесь об участи Эдуарда Фогеля; но намерение это не было исполнено, вследствие невозможности проникнуть через Эль-Обейд, столицу Кордофана. Более шансов на успех имел Карл Мориц фон Бейерман (1835—1863), который в 1861 году выехал из Бенгази в Судан и в конце авг. 1862 г. прибыл в Куку. Посетив в следующие месяцы Якобу и Баучи, он оставил 26 дек. 1862 г. столицу Борну, с намерением достигнуть Вадаи. Но уже в первых числах января 1863 года был убит в Канеме.

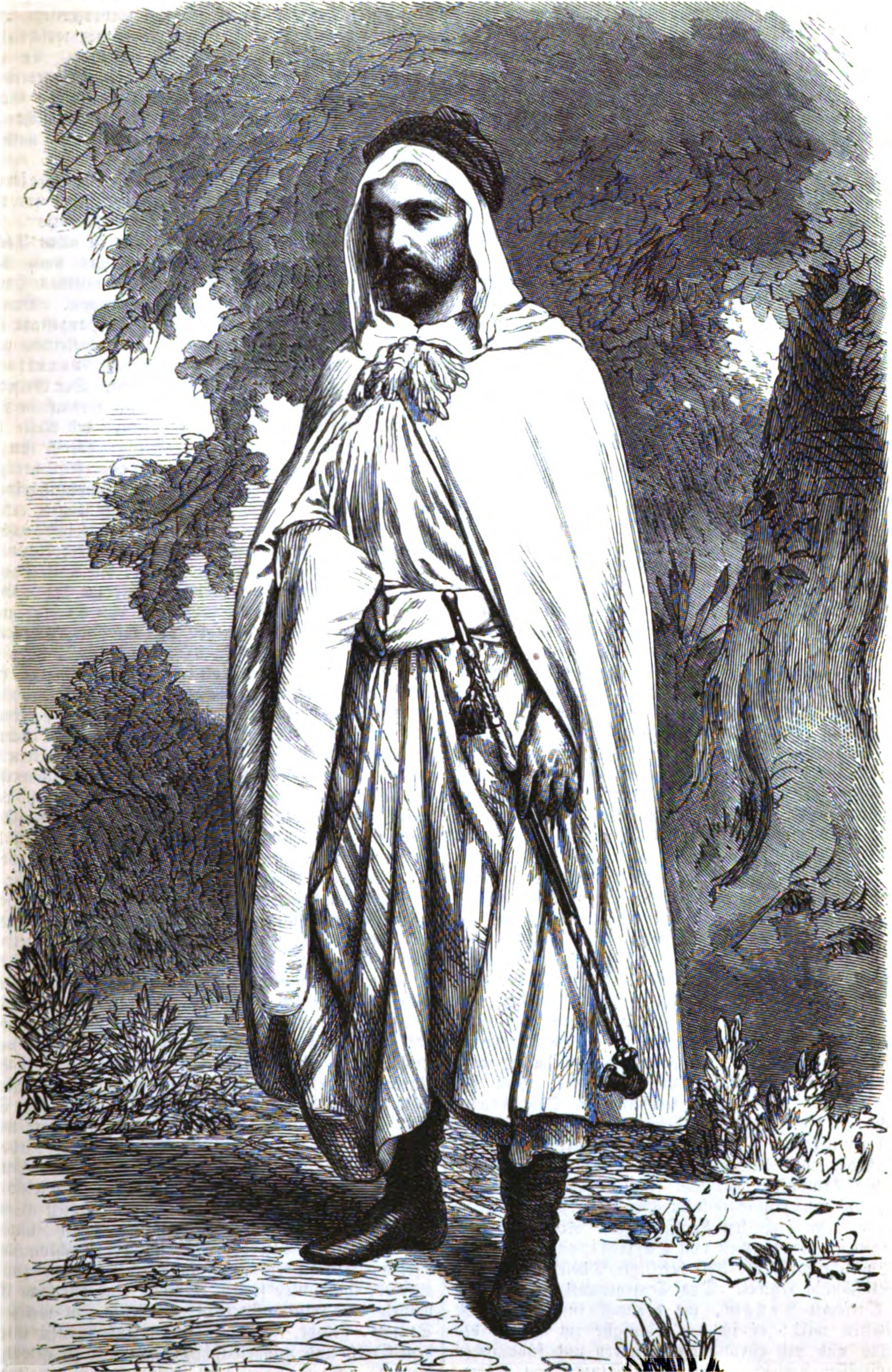
Герхард Рольфс в 1863 году

Г. Рольфс первый — из европейцев (март 1866 до мая 1867) перерезал Северную Африку от Средиземного моря до Гвинейского залива. Он прошёл через Мурзук и Борну, посетил города Илорин и Ибадан, проследил течение реки Бенуэ, поднялся по Нигеру и добрался до Лагоса. Он привёз прусскому королю подарки от султана Борну. Передача обратных подарков прусского короля была поручена немецкому врачу и исследователю, Густаву Нахтигалю, который вышел из Триполи 18 февраля 1869 года и 16 мая прибыл в Мурзук. Посетив отсюда страну Тиббу-Решаадов, он достиг Куки 6 июля 1870 года. Отсюда, лишенный почти всяких средств, он до 1874 года исследовал Багирми, Вадай и Дарфур и в том же году через Кордофан, Хартум и Каир вернулся в Европу. В то же время упомянутая уже путешественница Алексина (Александрина) Тинне предприняла было поездку в Борну, но была убита 1 августа 1869 по дороге из Феццана в оазис Рат, при Биргвиге, на расстоянии 4 дней пути от Мурзука.

##### Алжир и Марокко
Из ученых путешественников, выбравших для своих исследований северный берег Африки следует назвать Дюверье для средней Сахары, де Губернатиса и Бургиньи для Туниса и ряд французских ученых и офицеров для Алжира.
Гораздо более обогатились знания европейцев относительно северного берега Африки из путешествий более позднего времени, когда предметом исследований можно уже было избирать отдельные провинции или области. В 1879—80 гг. сев.-восточную часть Марокко посетил Кольвиль, который прошёл из Фецца через Тезу до Уджды и набросал точную карту своего маршрута. Де Кастрис составил хорошую карту реки Вади-Драа, протекающей по южной части Марокко, и сделал важные сообщения об оазисе Фигиг, лежащем почти на границе Марокко с Алжиром. Путешествие же британского посольства, с сэром Джоном Друммондом Гей во главе, к мароккскому двору, в 1880 г., было описано Троттером.
Де Фуко доставил массу астрономических наблюдений, измерений высот и топографических съемок разных местностей Марокко, преимущественно южных и центральных. Этот путешественник, выйдя из Мекнеса (Микнавы), через неизвестные дотоле области проник в провинцию Тадлу по верхнему течению Умм-эр-Ребии и перешёл Большой Атлас через проход Эль-Глави, к востоку от столицы Марокко. Пробыв довольно долгое время в не известных дотоле больших оазисах Тиссинте, Татте и Акке, он перебрался через Анти-Атлас по Иберкакскому проходу и через Изаффен (Изефен) и Агадир достиг Могадора, лежащего на берегу Атлантического океана, прямо на запад от столицы Марокко (второй; первая столица и резиденция мароккского султана — Фес, имеет более 100000 жит.). Кроме того, де Фуко исследовал почти все течение реки Вади-Сус, недалеко от устья которой стоит город Агадир, затем верхнюю Вади-Драа близ Месгиты, через атласский проход Нецалу (Наслу) спустился в Вади Мулую, проследовал по течению этой реки до Решида и через Уджду вернулся в Оран.
О социальном быте страны сообщал Я. Шаудт: из Селы (Сале, Сла) он отправился через Тезу в Уджду, коснулся оазисов Фигига и Тафилета и через Утгад вернулся назад в Селу. Северо-западную часть Марокко, между Мекнесом, Танжером и Рабатом, посетил Бонелли. Испанский консул де Куевас описал портовый город Эль-Ариш (Лараш). Сабатье сообщает сведения о живущем к востоку от столицы Марокко племени тиффа. Дефурну, путешествуя по Марокко, отправился сначала из Фецца по оазису Фигиг, прошёл Алжирскую Сахару и через Тебессу достиг тунисского города Кайруана. В конце 1879 г. Ленц начал своё путешествие из Марокко через зап. Сахару в Тимбукту, куда он прибыл 1 июня 1880 г. Южная часть департамента Алжира была исследована Фуро и капитаном Бернаром.
План проведения железной дороги, которая, пересекая Сахару, соединяла Алжир с находящимися под французским влиянием Верхним Нигером и Сенегамбией, побудил Францию в 1880 году снарядить две экспедиции под начальством полковника П. Флаттерса для точного исследования области туарегов. Во время своего первого путешествия, продолжавшегося с марта до мая 1880 года, Флаттерс из Уарглы через Темассинин дошёл до плато Тассилин-Адджер. Во время второго путешествия он с большинством своих спутников был убит местными жителями на севере границе Аира, или Асбена, приблизительно под 19° с. ш. 16 февраля 1881 года. Обнародование документов, относящихся к этим двум экспедициям, значительно расширило сведения о северных областях туарегов в топографическом и геологическом отношениях.
Физическая география области шоттов, на юго-востоке Алжира и в южной части Туниса до залива Габес, была окончательно выяснена двумя путешествиями капитана Рудера в 1876 г. и 1878—79 гг.

##### Ливия
Старую Киренаику, пограничные части Ливийской пустыни и оазис Юпитера Аммона посетил в первых месяцах 1869 года Рольфс, который в предшествующем году по поручению прусского короля сопровождал английскую экспедицию в Абиссинию; кроме того, с дек. 1873 г. до мая 1874 г., он руководил экспедицией, снаряженной египетским вице-королем для исследования Ливийской пустыни, а в 1878—79 другой экспедицией из Триполи до оазиса Куфра.
Плато Барка было исследовано в 1881 году двумя итальянскими экспедициями, по поручению миланского общества, в интересах торговли и научного знакомства с Африкой: Камперио и Мамоли отправились из Бенгази в Дерну и обратно; Гайман и Пасторе избрали более южный маршрут. Их исследования показали, что известняковая почва плато почти повсюду покрыта богатым слоем красной земли; но кроме Бенгази, Дерна и Мерджа других значительных с постоянным населением местечек не оказалось. В ботаническом отношении берег древней Киренаики был исследован — вокруг Бенгази Рунером, а близ Тобрука — Швейнфуртом.
Исследования Сахары были завершены уже в XX в. французским офицером Жаном-Огюстом Тийо, который в 1899—1902 году руководил экспедицией по центральному Судану и оазисам Сахары. Позднее он продолжал исследовать Сахару вплоть до 1917 года, нанося на карту области Тибести и другие регионы центральной Сахары.

### Мадагаскар
Исследованию Мадагаскара посвятили себя с начала 1860-х г. француз Альфред Грандидье и американец Муллен. В 1865—1870 годах Грандидье неоднократно посещал остров и впоследствии издал совместно с сыном Гийомом многотомный труд «Физическая, естественная и политическая история Мадагаскара». Их изыскания дополнили Сибри и Гильдебрант, умерший в 1881 г. в Антананариву. Кован производил здесь съёмку. Шэфельд проехал от Антананариву через бассейн реки Зизибонги к юго-западному морскому берегу.